# Lincoln MKX
Lincoln MKX — среднеразмерный кроссовер марки Lincoln, был выпущен в конце 2006 года, как и его близнец Ford Edge и отличается от него гораздо большей роскошью и хромированной решёткой. Автомобиль воспроизводит стиль концепт-кара Lincoln Aviator, представленного на Автосалоне в Детройте в 2004 году.

## Первое поколение
Lincoln MKX начали выпускать на заводе в Канаде в 2006 году. Автомобиль продавался на американском рынке, а также в некоторых странах Ближнего Востока. Кроссовер создали на платформе модели Ford Edge, версия под маркой Lincoln отличалась дизайном, более дорогой отделкой салона и более богатым оснащением. 

## Второе поколение
В апреле 2014 года на Пекинском автосалоне был представлен концепт нового поколения MKX. В 2015 году на автосалоне в Детройте была представлена серийная версия второго поколения. Продажи начались в конце 2015 года.

## Продажи в США
| Дата | Всего  |
| ---- | ------ |
| 2006 | 859    |
| 2007 | 37,953 |
| 2008 | 29,076 |
| 2009 | 21,433 |
| 2010 | 21,932 |
| 2011 | 23,395 |
| 2012 | 25,107 |
| 2013 | 23,913 |
| 2014 | 23,995 |
| 2015 | 22,199 |

## Фотогалерея

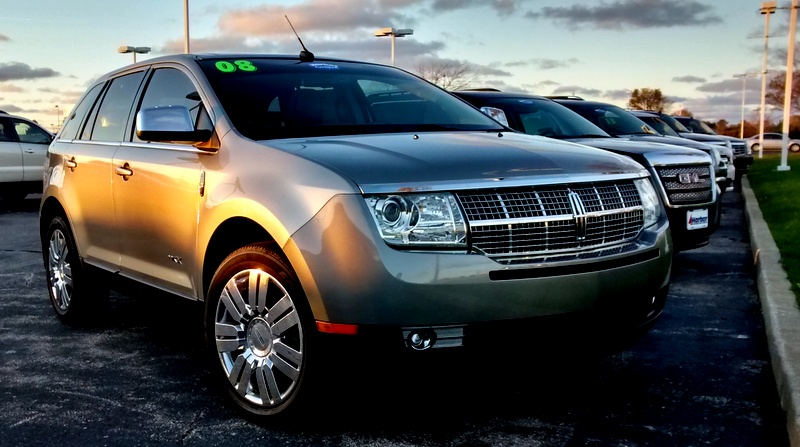
Дорестайлинговая версия  первое поколение
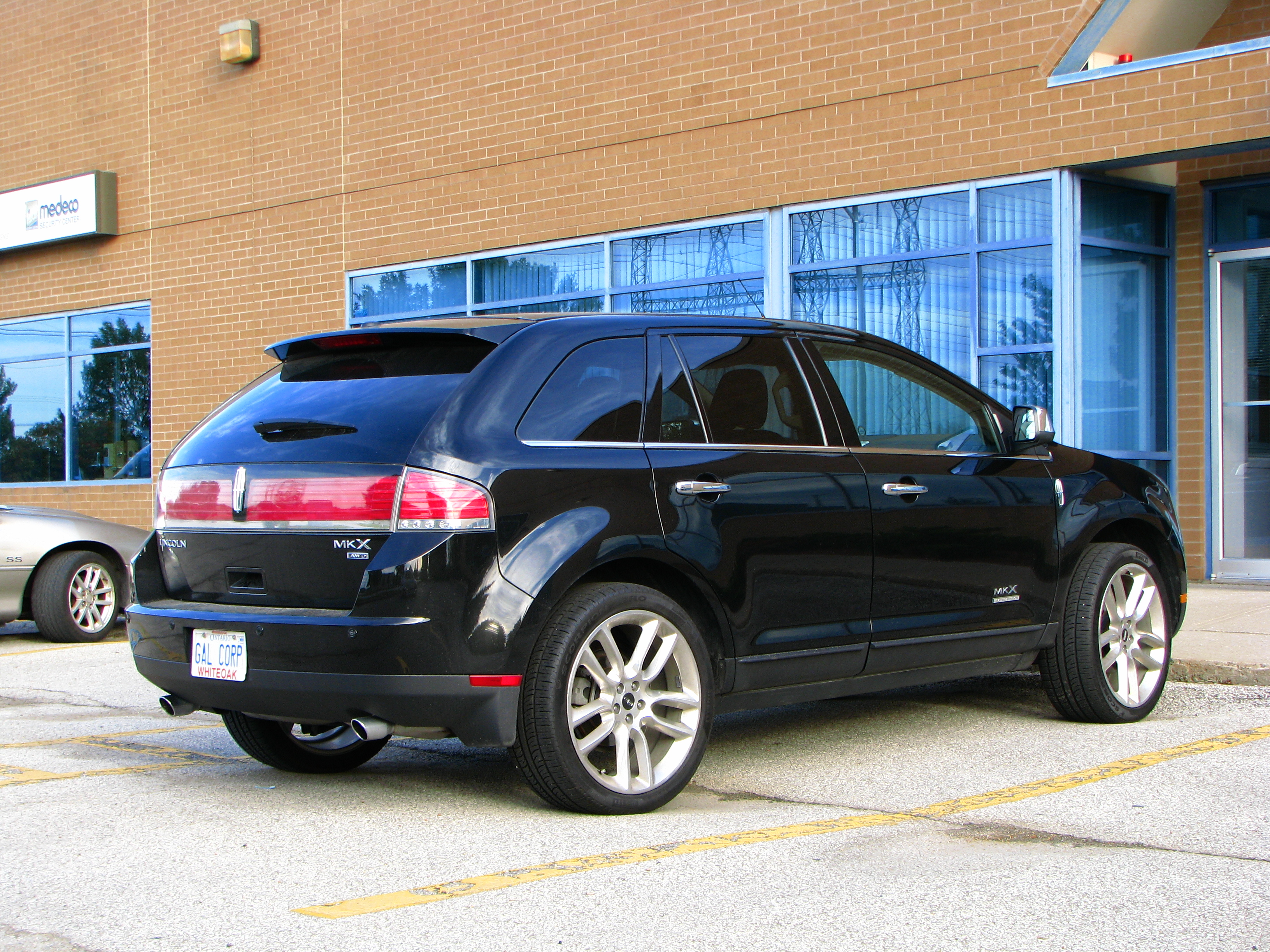
Дорестайлинговая версия (вид сзади)  первое поколение
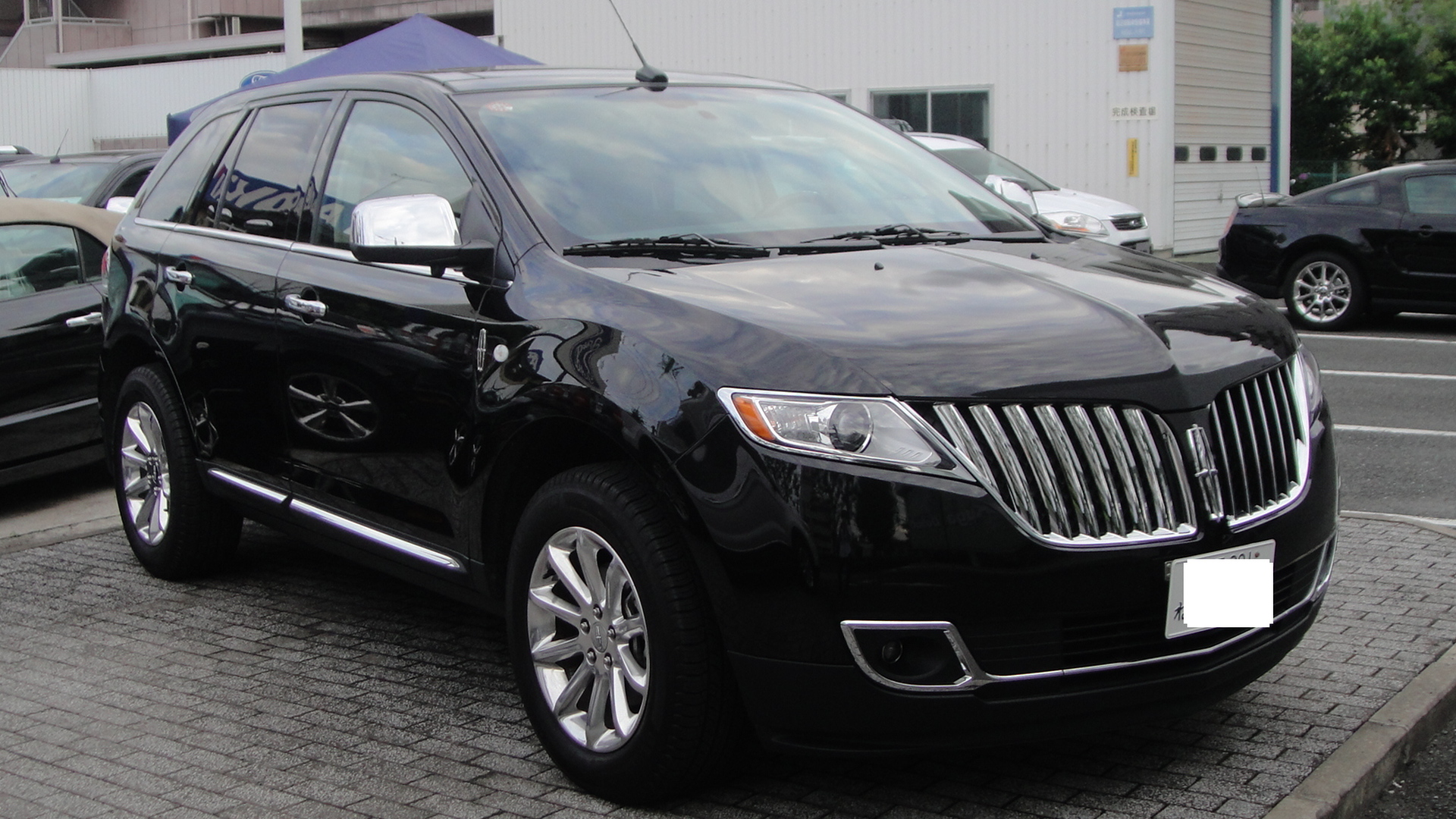
Рестайлинг  первое поколение
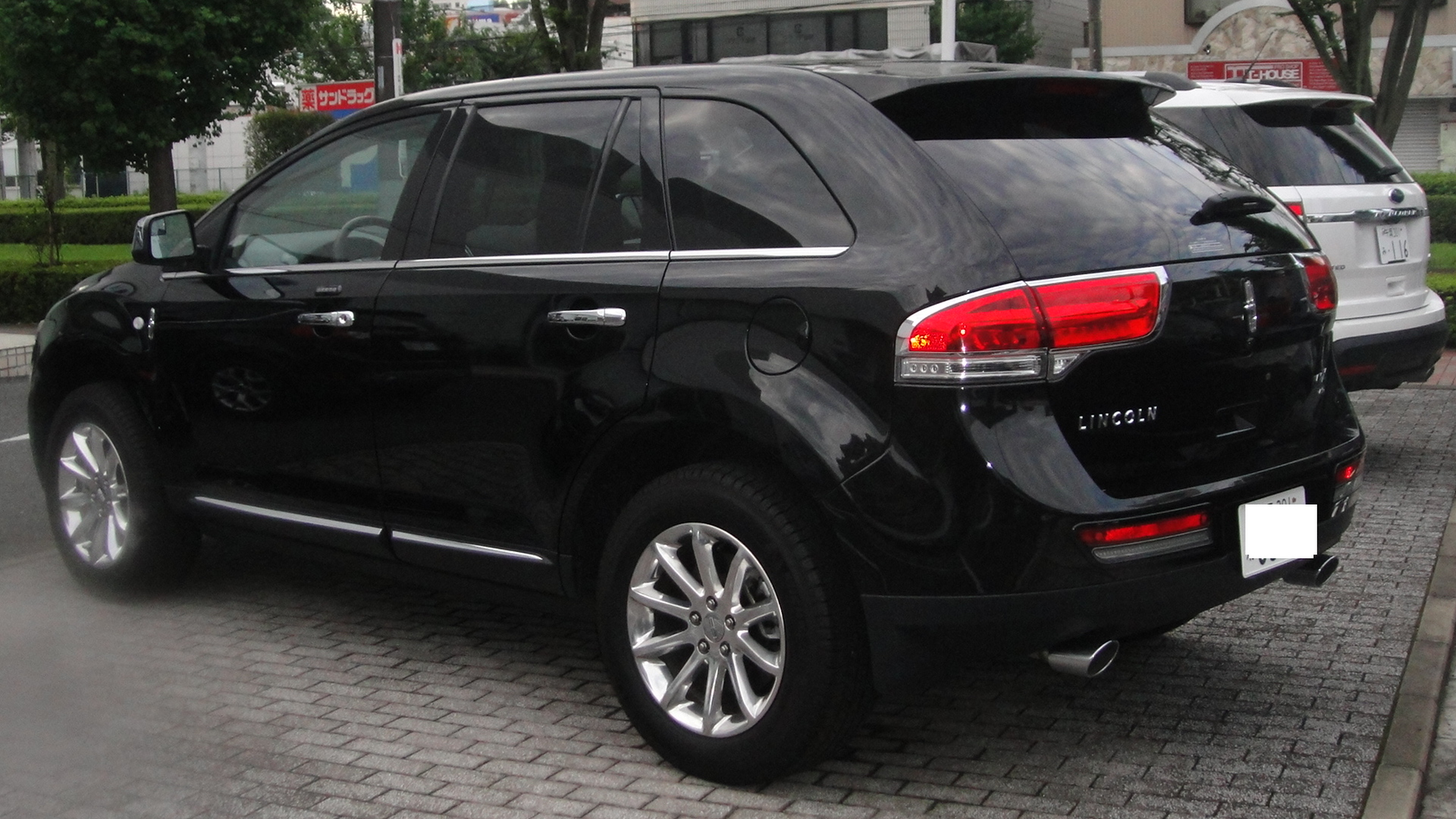
Рестайлинг (вид сзади)  первое поколение